# Астарта (гурт)
Астарта — український фолк-гурт, що поєднує український народний жіночий вокал із поп- та рок-акомпанементом.

## Історія гурту
Вокалістки Інна та Юля познайомились в Київському національному університеті культури і мистецтв, де навчались на фольклорному факультеті. Обидві дівчини співали в університетському ансамблі «Кралиця». Згодом вони працювали бек-вокалістками гурту «Тартак».
На гастролях вони познайомились із продюсером та музикантом Едуардом Приступою («Ділею»), відомим через проєкт «НеДіля». Таким чином почалася їхня співпраця у проєкті «Астарта». Презентація гурту відбулася 23 вересня 2009 року.
Репертуар гурту складають українські народні та стародавні пісні, автентичні пісні, зібрані Інною та Юлею в експедиціях, а також їхні авторські пісні.
Гурт брав участь у міжнародних та українських музичних фестивалях, серед яких «Трипільське коло», «Країна Мрій», «Джаз-Коктебель», «Підкамінь», «Захід», «Рожаниця» та ін.
У жовтні 2012 року гурт презентував дебютний альбом «Перший Національний». Матеріал для альбому збирали в Україні і на прикордонних територіях. У ньому є пісні українською, болгарською і старослов'янською мовами.
У 2016 році гурт «Астарта» співпрацював із австралійським музикантом Коліном Едвіном, виступаючи із концертами в Україні та в Лондоні та випустивши альбом.

## Склад гурту
На час випуску дебютного альбому гурт мав такий склад:
- Інна та Юля — вокалістки гурту.
- Едуард «Діля» Приступа — клавіші, гітара, вокал, мелодична гармоніка, тамбурин, композитор, звукорежисер, керівник гурту.
- Дмитро Сивоконь — бас-гітара, сопілка, бітбокс.
- Богдан Керичок — ударні.

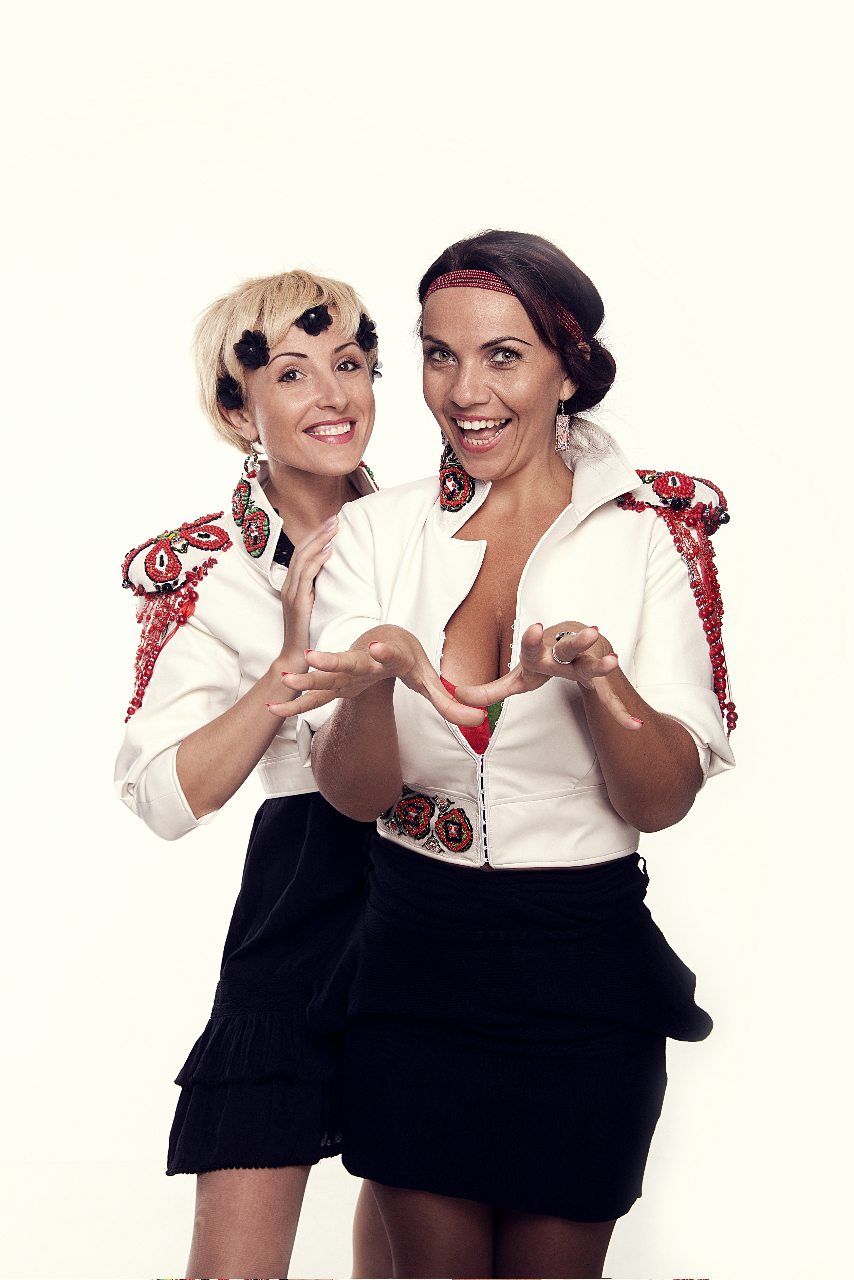
Інна та Юля
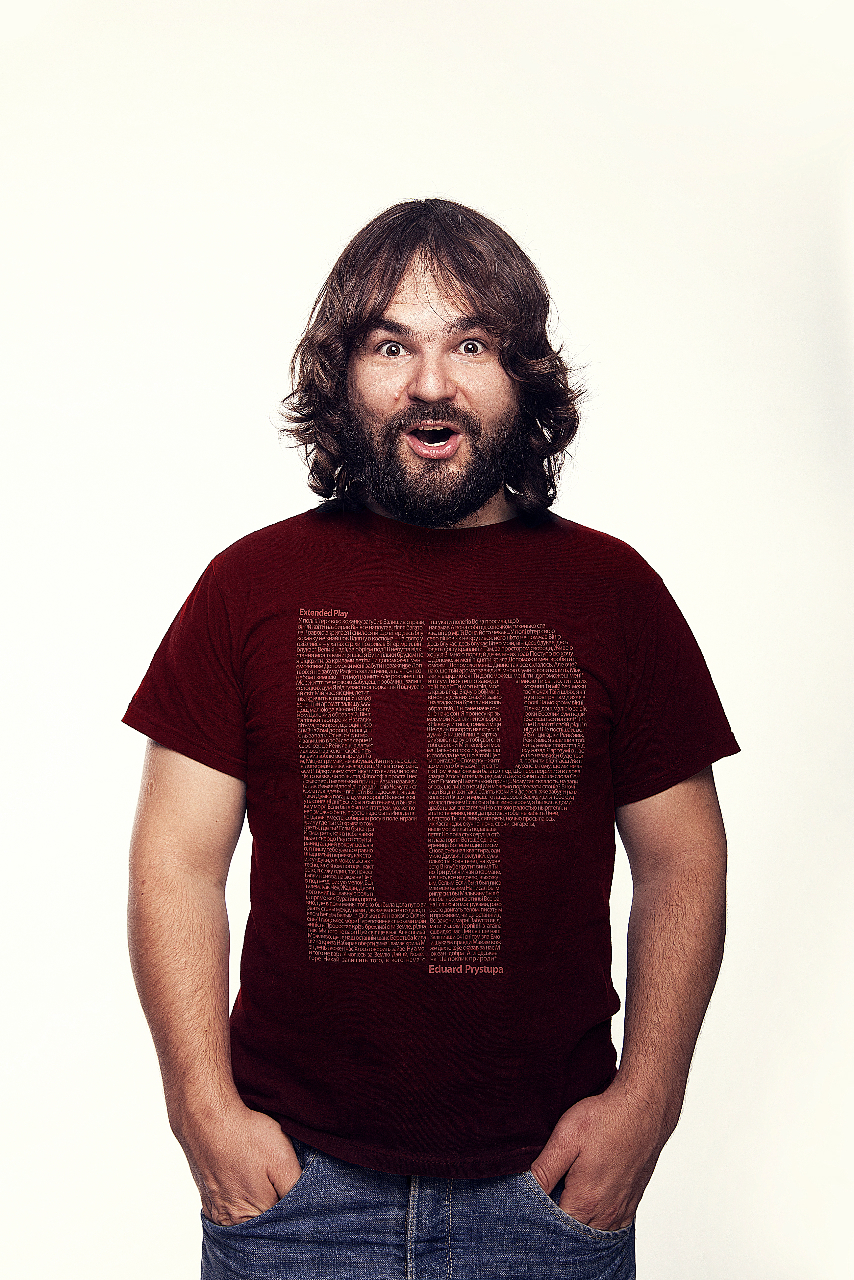
Едуард Приступа
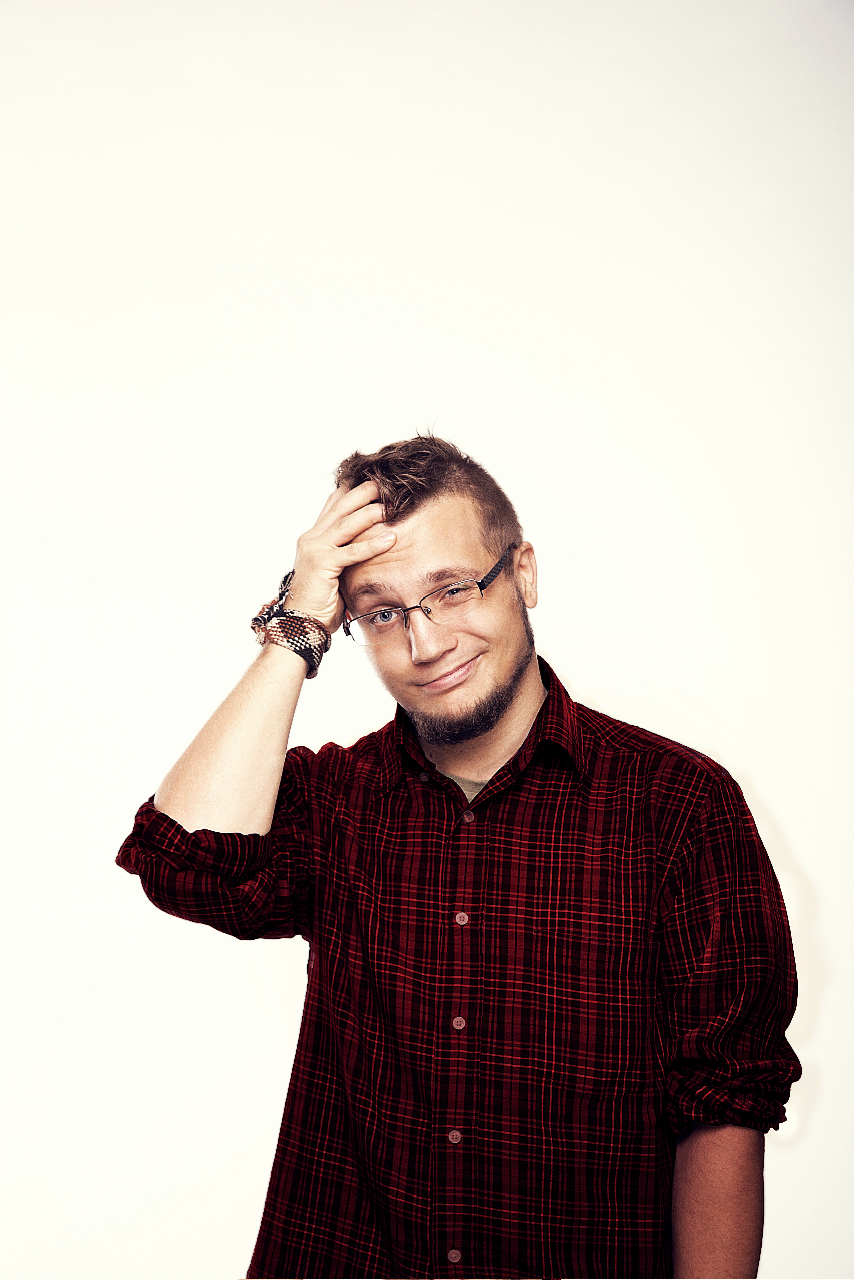
Дмитро Сивоконь
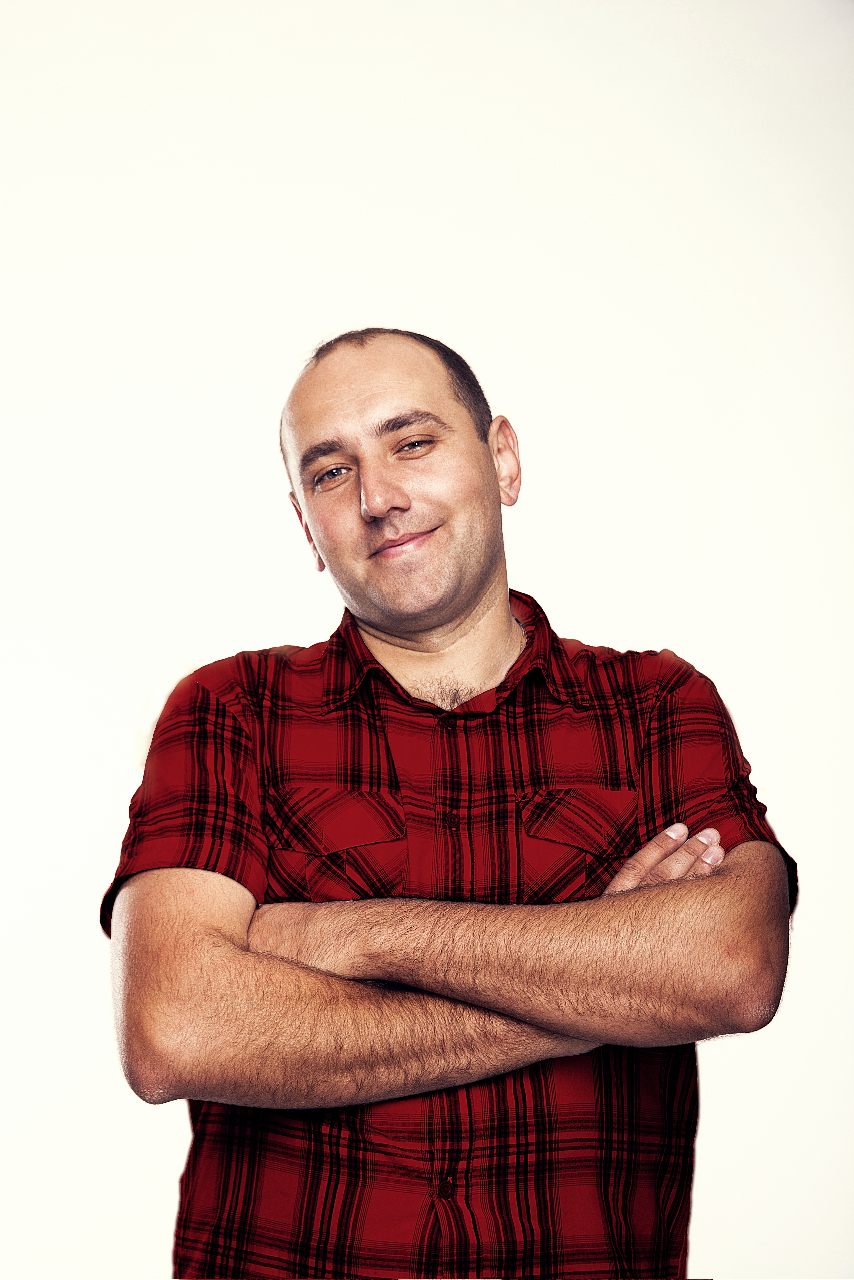
Богдан Керичок

## Дискографія
- 2012 — Перший національний
- 2016 — Astarta/Edwin